# Épreville
Épreville és un municipi francès situat al departament del Sena Marítim i a la regió de Normandia. L'any 2007 tenia 955 habitants.

## Demografia

### Població
El 2007 la població de fet d'Épreville era de 955 persones. Hi havia 352 famílies de les quals 68 eren unipersonals (28 homes vivint sols i 40 dones vivint soles), 116 parelles sense fills, 152 parelles amb fills i 16 famílies monoparentals amb fills.
La població ha evolucionat segons el següent gràfic:
Habitants censats

### Habitatges
El 2007 hi havia 381 habitatges, 353 eren l'habitatge principal de la família, 19 eren segones residències i 9 estaven desocupats. 365 eren cases i 13 eren apartaments. Dels 353 habitatges principals, 298 estaven ocupats pels seus propietaris, 54 estaven llogats i ocupats pels llogaters i 1 estava cedit a títol gratuït; 10 tenien una cambra, 21 en tenien dues, 43 en tenien tres, 94 en tenien quatre i 185 en tenien cinc o més. 281 habitatges disposaven pel capbaix d'una plaça de pàrquing. A 152 habitatges hi havia un automòbil i a 174 n'hi havia dos o més.

### Piràmide de població
La piràmide de població per edats i sexe el 2009 era:
| Homes | Edats   | Dones |
| ----- | ------- | ----- |
| 0     | 95 o +  | 0     |
| 0     | 90 a 94 | 0     |
| 0     | 85 a 89 | 4     |
| 12    | 80 a 84 | 0     |
| 8     | 75 a 79 | 20    |
| 8     | 70 a 74 | 16    |
| 20    | 65 a 69 | 24    |
| 20    | 60 a 64 | 16    |
| 4     | 55 a 59 | 12    |
| 32    | 50 a 54 | 28    |
| 28    | 45 a 49 | 44    |
| 28    | 40 a 44 | 16    |
| 16    | 35 a 39 | 28    |
| 48    | 30 a 34 | 32    |
| 32    | 25 a 29 | 20    |
| 24    | 20 a 24 | 8     |
| 12    | 15 a 19 | 8     |
| 20    | 10 a 14 | 28    |
| 36    | 5 a 9   | 56    |
| 8     | 0 a 4   | 24    |

## Economia
El 2007 la població en edat de treballar era de 608 persones, 456 eren actives i 152 eren inactives. De les 456 persones actives 434 estaven ocupades (240 homes i 194 dones) i 22 estaven aturades (6 homes i 16 dones). De les 152 persones inactives 51 estaven jubilades, 58 estaven estudiant i 43 estaven classificades com a «altres inactius».

### Ingressos
El 2009 a Épreville hi havia 362 unitats fiscals que integraven 1.014,5 persones, la mediana anual d'ingressos fiscals per persona era de 18.236 €.

### Activitats econòmiques
Dels 35 establiments que hi havia el 2007, 2 eren d'empreses extractives, 6 d'empreses alimentàries, 1 d'una empresa de fabricació d'altres productes industrials, 7 d'empreses de construcció, 7 d'empreses de comerç i reparació d'automòbils, 1 d'una empresa de transport, 3 d'empreses d'hostatgeria i restauració, 1 d'una empresa immobiliària, 5 d'empreses de serveis i 2 d'empreses classificades com a «altres activitats de serveis».
Dels 10 establiments de servei als particulars que hi havia el 2009, 1 era un taller de reparació d'automòbils i de material agrícola, 1 paleta, 2 fusteries, 1 lampisteria, 1 electricista, 1 empresa de construcció, 1 perruqueria i 2 restaurants.
Dels 2 establiments comercials que hi havia el 2009, 1 era una botiga de menys de 120 m² i 1 un drogueria.
L'any 2000 a Épreville hi havia 6 explotacions agrícoles.

## Equipaments sanitaris i escolars
El 2009 hi havia una escola elemental integrada dins d'un grup escolar amb les comunes properes formant una escola dispersa.

## Poblacions més properes
El següent diagrama mostra les poblacions més properes.